# Don't Nod
Don't Nod Entertainment SA é uma desenvolvedora de jogos eletrônicos francesa sediada em Paris. Fundada em junho de 2008, iniciou seus trabalhos com o desenvolvimento do jogo Remember Me (2013). No entanto, devido ao seu baixo retorno financeiro, a Dontnod procurou solucionar seus problemas comerciais recorrendo à financiamento público para adquirir os recursos necessários para desenvolver o jogo Life Is Strange (2015), cujo lançamento bem-sucedido elevando a empresa na indústria de jogos eletrônicos. A desenvolvedora continuou seus trabalhos desenvolvendo jogos como Vampyr, The Awesome Adventures of Captain Spirit, Life Is Strange 2, Twin Mirror e Tell Me Why.

## História
A Dontnod Entertainment foi fundada por Hervé Bonin, Aleksi Briclot, Alain Damasio, Oskar Guilbert e Jean-Maxime Moris no dia 1 de maio de 2008, em conjunto com outros ex-funcionários das desenvolvedoras Criterion Games, Ubisoft e Electronic Arts. Originalmente sediado perto de Gare de Lyon, o estúdio mudou-se para seu escritório atual em Quartier de La Chapelle para acomodar o crescimento da empresa. O motor de jogo Unreal Engine é usado em todos os seus lançamentos.

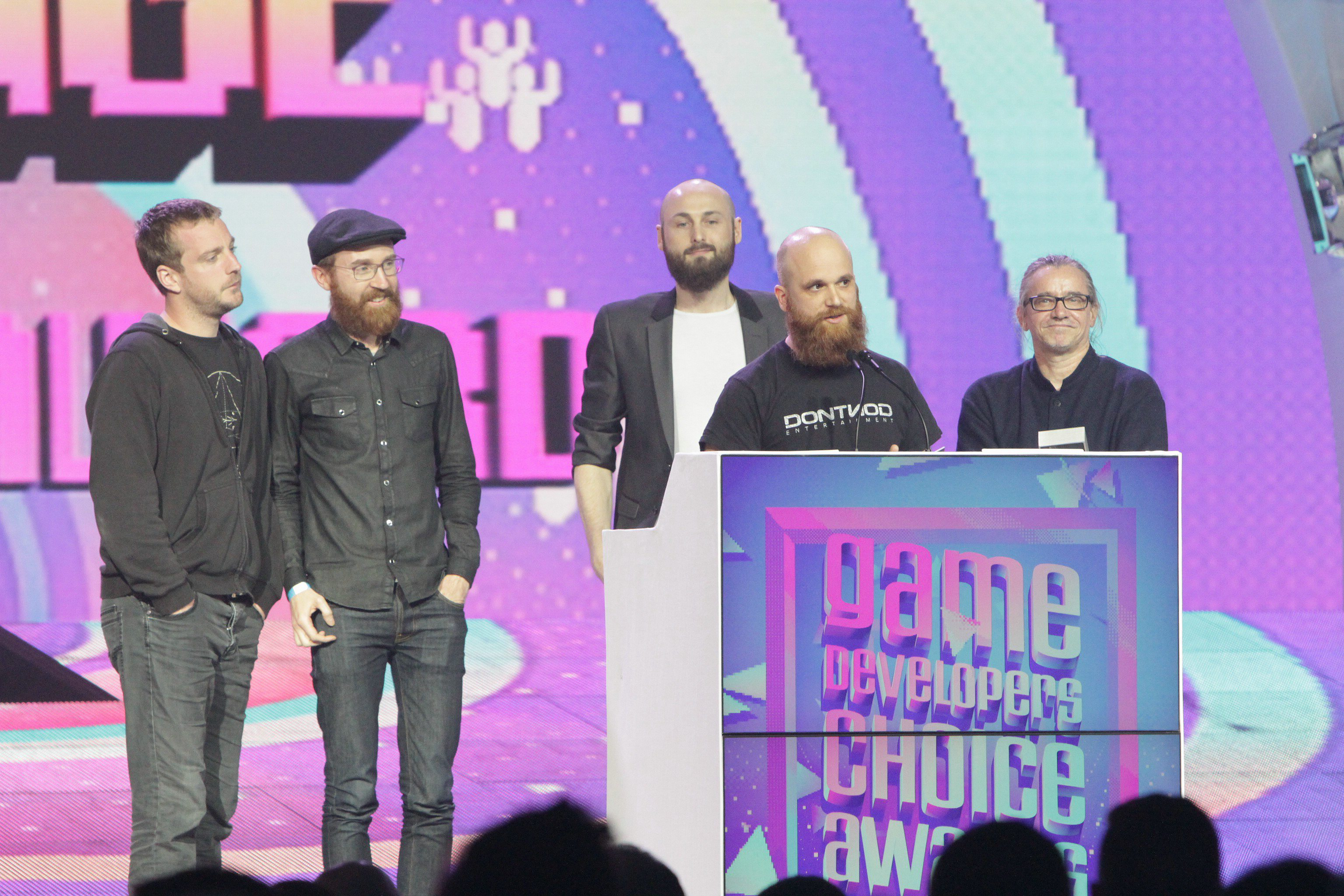
Dontnod recebendo um prêmio por Life Is Strange no Game Developers Choice Awards de 2016, com a presença dos diretores Raoul Barbet e Michel Koch e o produtor Luc Baghadoust

O título de estreia da desenvolvedora foi o jogo Remember Me, que no início da produção foi idealizado como sendo um RPG exclusivo para PlayStation 3, porém o mesmo foi abandonado pela publicadora Sony Interactive Entertainment em 2011 devido à cortes no orçamento. O jogo foi apresentado na Gamescom no mesmo ano para atrair outra publicadora no projeto; no ano seguinte, a Capcom adquiriu os direitos e o reimaginou como um jogo de ação e aventura, que foi lançado em várias plataformas e obteve análises mistas e números de venda medíocres. Em 2013, a Dontnod foi o estúdio mais subsidiado pela agência francesa Centre National du Cinéma et de l'image animée (CNC). No entanto, em janeiro de 2014, os meios de comunicação franceses informaram que a Dontnod estava abrindo falência como resultado das vendas fracas do Remember Me; o processo de falência foi finalizado em fevereiro de 2018. A Dontnod respondeu essas notícias explicando que eles estavam em processo de "reorganização judicial". Por conta disso, a empresa recorreu ao financiamento público para conseguir verba para uma nova propriedade intelectual (IP, em inglês). Em junho de 2014, a Dontnod anunciou que estava trabalhando com a Square Enix em um jogo novo, que mais tarde foi anunciado como Life Is Strange e lançado em cinco partes ao longo de 2015. No começo foi entendido que o jogo seria lançado completamente de uma vez pela Dontnod, porém ele tornou-se episódico atendendo ao pedido da Square Enix. O jogo foi recebido com críticas positivas, ganhou mais de 75 prêmios figurando em diversas listas de jogos do ano e, até maio de 2017, mais de três milhões de cópias do jogo haviam sido vendidas. O sucesso crítico e comercial de Life Is Strange fez com que a Dontnod recebesse vários acordos com publicadoras, enquanto eles anteriormente tinham que buscar suas próprias companhias para financiamento.
A Dontnod anunciou em julho de 2016 que havia firmado uma parceria com a Hesaw, um estúdio de jogos parisiense no qual Guilbert também exercia um papel de gerente, que viu este último renomeado para Dontnod Eleven, mas continuou sendo uma entidade independente. Em abril de 2018, a Dontnod registrou-se na Autorité des marchés financiers, uma reguladora do mercado de ações da França, para se tornar uma empresa de capital aberto. Isso ocorreu após a companhia ter faturado uma receita de €9.7 milhões em 2017, um aumento de 33% em relação ao ano anterior. O período de assinatura foi aberto em 3 de maio de 2018, com o primeiro dia de negociação em 23 de maio. Após ser listada na bolsa de valores Euronext PME, a Dontnod levantou os €20.1 milhões pretendidos. Vinte e cinco por cento dos fundos foram gastos em parceria com outro estúdio; de acordo com o presidente Oskar Guilbert, o restante permitiria mais investimentos no projeto, além de melhoria e otimização dos pipelines de produção, com um estúdio de captura de movimento interno citado entre as possibilidades. Apesar de ter sido listada com capital aberto, Guilbert, juntamente com o investidor Kostadin Yanev, pretendia manter o controle sobre a Dontnod. Nessa época, a empresa empregava 166 funcionários. Mais tarde, o estúdio adquiriu a Dontnod Eleven e encerrou suas atividades em junho de 2018. Após o lançamento de Life Is Strange, o próximo título da Dontnod foi Vampyr, um RPG de ação lançado em 5 de junho de 2018. Setenta porcento dos 120 funcionários do estúdio (em 2016) ficaram dedicados ao desenvolvimento de Vampyr, muitos dos quais também haviam trabalhado em Life Is Strange. A demonstração gratuita The Awesome Adventures of Captain Spirit, ambientada no universo de Life Is Strange, foi anunciada durante a E3 2018 e lançada no mesmo mês. A Dontnod começou o desenvolvimento de Life Is Strange 2 no início de 2016, após o sucesso financeiro de seu antecessor, e lançou o primeiro episódio no dia 27 de setembro de 2018 e o último em 3 de dezembro de 2019.
A Dontnod fechou uma parceria com a publicadora Bandai Namco para criar um jogo de aventura chamado Twin Mirror, que também desenvolvido cooperativamente pela Shibuya Productions, e foi lançado em 2020. Do mesmo modo, a Dontnod trabalhou com a Xbox Game Studios em Tell Me Why, outro jogo de aventura episódico lançado em 2020. Um estúdio subsidiário em Montreal, Canadá, foi anunciado em maio de 2020, aumentando seus mais de 250 funcionários na França. Em janeiro de 2021, a Dontnod anunciou que a Tencent havia adquirido uma participação minoritária na empresa por €30 milhões, concedendo a opção de nomear um membro para seu conselho. Segundo a empresa, o investimento permitiria que a Dontnod continuasse publicando seus títulos e se expandisse na China e no setor de jogos para celulares. Em abril do mesmo ano, a desenvolvedora declarou seus planos de expandir suas atividades como publicadora para lançar projetos de terceiros também, com o primeiro título planejado do estúdio PortaPlay em Copenhague.
Em 2025 foi lançado em formato de 2 episódios, Lost records bloom rage, sendo o primeiro episodio lançado em 18/02/2025, para PC, Xbox S/X e PS5.

## Filosofia
Em abril de 2016, Guilbert disse que o estúdio havia abandonado a ambição de fazer jogos triple-A e que agora seria dedicado exclusivamente à projetos independentes, em particular propriedades intelectuais originais e orientadas por narrativas, que o diretor de narrativa Stéphane Beauverger concordou ser "parte do DNA da Dontnod". O princípio orientador da empresa é se reinventar a cada jogo. Para manter a motivação dos jogadores e das publicadoras, o ciclo de produção desde o compromisso de lançamento de Remember Me no prazo de cinco anos foi reduzido para dois anos e meio ou três. Em 2018, Guilbert disse que a empresa adotaria uma estratégia de co-produção com futuras publicadoras, como foi feito em Vampyr, limitando seus lucros em quarenta por cento. Cada projeto começa com um designer, um escritor e um diretor de arte, também podendo haver a adição de um produtor ou engenheiro ocasional. Várias equipes trabalham simultaneamente em diferentes projetos. Os "Dias Dontnod" são mantidos para trabalhos não supervisionados relacionados com projetos em andamento.

## Jogos
| Ano  | Título                                   | Plataforma(s) | Plataforma(s) | Plataforma(s) | Plataforma(s) | Plataforma(s) | Plataforma(s) | Plataforma(s) | Plataforma(s) | Plataforma(s) | Plataforma(s) | Plataforma(s) | Plataforma(s) | Publicadora(s)             |
| Ano  | Título                                   | Win           | Mac           | Lin           | PS3           | PS4           | PS5           | X360          | XONE          | XSX/S         | Switch        | iOS           | Android       | Publicadora(s)             |
| ---- | ---------------------------------------- | ------------- | ------------- | ------------- | ------------- | ------------- | ------------- | ------------- | ------------- | ------------- | ------------- | ------------- | ------------- | -------------------------- |
| 2013 | Remember Me                              | Sim           | Não           | Não           | Sim           | Não           | Não           | Não           | Não           | Não           | Não           | Não           | Não           | Capcom                     |
| 2015 | Life Is Strange                          | Sim           | Sim           | Sim           | Sim           | Sim           | Não           | Sim           | Sim           | Não           | Não           | Sim           | Sim           | Square Enix                |
| 2018 | Vampyr                                   | Sim           | Não           | Não           | Não           | Sim           | Não           | Não           | Sim           | Não           | Sim           | Não           | Não           | Focus Home Interactive     |
| 2018 | The Awesome Adventures of Captain Spirit | Sim           | Não           | Não           | Não           | Sim           | Não           | Não           | Sim           | Não           | Não           | Não           | Não           | Square Enix                |
| 2018 | Life Is Strange 2                        | Sim           | Não           | Sim           | Não           | Sim           | Não           | Não           | Sim           | Não           | Não           | Não           | Não           | Square Enix                |
| 2020 | Tell Me Why                              | Sim           | Não           | Não           | Não           | Não           | Não           | Não           | Sim           | Sim           | Não           | Não           | Não           | Xbox Game Studios          |
| 2020 | Twin Mirror                              | Sim           | Não           | Não           | Não           | Sim           | Não           | Não           | Sim           | Não           | Não           | Não           | Não           | Bandai Namco Entertainment |
| 2023 | Harmony: The Fall of Reverie             | Sim           | Não           | Não           | Não           | Não           | Sim           | Não           | Não           | Sim           | Não           | Não           | Não           | Don't Nod                  |
| 2023 | Jusant                                   | Sim           | Não           | Não           | Não           | Não           | Sim           | Não           | Não           | Sim           | Não           | Não           | Não           | Don't Nod                  |
| 2024 | Banishers: Ghosts of New Eden            | Sim           | Não           | Não           | Não           | Não           | Sim           | Não           | Não           | Sim           | Não           | Não           | Não           | Focus Entertainment        |
| 2025 | Lost Records: Bloom & Rage               | Sim           | Não           | Não           | Não           | Não           | Sim           | Não           | Não           | Sim           | Não           | Não           | Não           | Don't Nod                  |
| 2026 | Aphelion                                 | Sim           | Não           | Não           | Não           | Não           | Sim           | Não           | Não           | Sim           | Não           | Não           | Não           | Don't Nod                  |

## Jogos publicados
| Ano  | Título                   | Plataforma(s)                                     | Desenvolvedora(s) |
| ---- | ------------------------ | ------------------------------------------------- | ----------------- |
| 2022 | Gerda: A Flame in Winter | Nintendo Switch, Microsoft Windows                | PortaPlay         |
| 2025 | Koira                    | Microsoft Windows, PlayStation 5                  | Studio Tolima     |
| 2025 | The Lonesome Guild       | Microsoft Windows, Xbox Series X/S, PlayStation 5 | Tiny Bull Studios |